# 多帶金錢魚
多帶金钱鱼又名多紋錢蝶魚，为輻鰭魚綱鱸形目刺尾魚亞目金钱鱼科的其中一種。

## 分布
本魚分布于印度西太平洋區，包括澳洲、印尼、泰國、新喀里多尼亞等海域。

## 深度
水深1至10公尺。

## 特徵
本魚體側扁，呈圓盤狀，背部高聳隆起，口小。鱗片細小，體呈綠色或銀色，體上半部有7到12個狹窄的深色縱帶而且有班點，斑點通常比眼更小，唇黑色，背鰭軟條部、臀鰭軟條部及尾柄處具黑色邊緣，尾鰭截形，背鰭硬棘部略成橙色。背鰭硬棘10至11枚；背鰭軟條16至18枚；臀鰭硬棘4枚；臀鰭軟條13至15枚，體長可達38公分。

## 生態
本魚棲息於熱帶海域，常在河口處、紅樹林或堤防區的消波塊附近活動，屬廣鹽性魚類，受驚嚇會發出「嘓嘓」的叫聲。屬雜食性，以藻類及小型底棲無脊椎動物為主食。

## 經濟利用
可食用魚，幼魚可做為觀賞魚。